# Dobesylan wapnia
Dobesylan wapnia (łac. calcii dobesilas) – organiczny związek chemiczny, lek działający korzystnie na naczynia włosowate, zmniejsza przepuszczalność ich ścian. Zmniejsza nadmierną lepkość krwi i osocza oraz hamuje rozpad kolagenu, usprawnia mikrokrążenie. Zmniejsza obrzęki, poprawia obwodowe krążenie żylne oraz zapobiega zastojowi krwi.

## Farmakokinetyka
Dobesylan wapnia osiąga maksymalne stężenie w osoczu krwi po 6 godzinach od podania. Biologiczny okres półtrwania wynosi około 5 godzin. Lek w 20–25% wiąże się z białkami osocza.

## Wskazania
- retinopatia cukrzycowa
- żylaki kończyn dolnych
- żylaki odbytu
- uszkodzenia naczyń krwionośnych na tle zapalnym
- obrzęki kończyn dolnych
- małopłytkowość

## Przeciwwskazania
- nadwrażliwość na lek
- hiperkalcemia
- kamica nerkowa

## Działania niepożądane
- bóle brzucha
- nudności
- wymioty
- biegunka
- bóle i zawroty głowy
- gorączka
- ból stawów

## Preparaty
- Calcium Dobesilate – tabletki 0,25 g
- Doxium – kapsułki 0,5 g

## Dawkowanie
Doustnie. Dawkę i częstotliwość stosowania leku ustala lekarz. Zwykle u osób dorosłych 0,5 g na dobę podczas posiłku.